# Adèle Haenel
Adèle Haenel (Paris, 11 de fevereiro de 1989) é uma atriz francesa. Ela foi revelada no cinema ainda no início da adolescência, no filme Les Diables (2002), dirigido por Christophe Ruggia. Depois de uma traumática experiência de assédio sexual pelo diretor, a qual apenas revelou publicamente em fins de 2019, Haenel voltou a trabalhar com a diretora então estreante Céline Sciamma, no filme Lírios d'Água (2007). 
Posteriormente, Haenel trabalhou em diversos filmes franceses e também no teatro. Ganhou o prêmio César de melhor atriz coadjuvante em 2014 pelo filme Suzanne, e o prêmio de melhor atriz por Les Combattants, em 2015, bem como o prêmio Romy Schneider. Tornou-se mais conhecida internacionalmente a partir de seu papel no no filme Retrato de uma Jovem em Chamas (2019), também realizado por Céline Sciamma.
Haenel é conhecida na França também pelo seu ativismo feminista e sua representatividade na comunidade LGBT. Tornou público seu relacionamento à época com Céline Sciamma em 2014, durante seu discurso de agradecimento pelo César.